# Astragalus indurescens
Astragalus indurescens är en ärtväxtart som beskrevs av Nikolai Fedorovich Gontscharow. Astragalus indurescens ingår i släktet vedlar, och familjen ärtväxter. Inga underarter finns listade i Catalogue of Life.